# Synagogue réformée Sukkat Shalom
La synagogue réformée Sukkat Shalom, membre du Movement for Reform Judaism, est une communauté juive réformée basée à Wanstead dans le quartier londonien de Redbridge. Larry Becker y officie comme rabbin depuis 2008.

## Bâtiment
La synagogue est située dans le bâtiment restauré, classé au grade II *, qui était la chapelle de l'hôpital de Wanstead (anciennement l'asile des orphelins des marins marchands). 